# ICC Champions Trophy 2017
De ICC Champions Trophy werd in 2017 voor de achtste en laatste keer gehouden. Gespeeld werd van 1 tot en met 18 juni in Engeland en Wales, net als tijdens de vorige editie. Daarbij wordt opgemerkt dat in het cricket het zogenaamde Engels cricketelftal officieel ook Wales vertegenwoordigt. Pakistan won voor toernooi voor de eerste keer. Het was de bedoeling dat dit de laatste editie zou zijn van de ICC Championstrophy maar vier jaar later werd het toernooi toch nog een keer gehouden.
Oorspronkelijk zou in 2013 de laatste editie gehouden zijn, vooruitlopend op de introductie van het wereldkampioenschap testcricket in 2017 als vervangend toernooi. Echter begin 2014 kondigde de ICC aan dat er in 2017 alsnog een Champions Trophy gehouden zou worden maar dat dit de allerlaatste zou zijn. In 2019 ging het eerste wereldkampioenschap testcricket daadwerkelijk van start.

## Speellocaties
| Londen             | Birmingham               | Cardiff            |
| ------------------ | ------------------------ | ------------------ |
| The Oval           | Edgbaston Cricket Ground | Sophia Gardens     |
| Capaciteit: 26.000 | Capaciteit: 23.500       | Capaciteit: 15.643 |
|                    |                          |                    |

## Opzet
De acht beste testlanden volgens de wereldranglijst mochten deelnemen. Deze werden in twee groepen verdeeld en de nummers een en twee van elke groep plaatsten zich voor de halve finale.

## Wedstrijden

### Eerste ronde
Groep A
| Team          | Gesp. | W | V | GR | Ptn | NRR    |
| ------------- | ----- | - | - | -- | --- | ------ |
| Engeland      | 3     | 2 | 1 | 0  | 4   | +1.045 |
| Bangladesh    | 3     | 2 | 0 | 1  | 5   | 0.000  |
| Australië     | 3     | 0 | 2 | 1  | 1   | –0.992 |
| Nieuw-Zeeland | 3     | 1 | 2 | 0  | 2   | –1.058 |

| 1 juni 2017 10:30 Verslag | Bangladesh 305/6 (50 overs) | v | Engeland 308/2 (47.2 overs) | Engeland wint met 8 wickets The Oval, Londen |
| 1 juni 2017 10:30 Verslag |                             |   |                             | Engeland wint met 8 wickets The Oval, Londen |
|                           |                             |   |                             |                                              |

| 2 juni 2017 10:30 Verslag | Nieuw-Zeeland 291 (45 overs) | v | Australië 53/3 (9 overs) | No result Edgbaston, Birmingham |
| 2 juni 2017 10:30 Verslag |                              |   |                          | No result Edgbaston, Birmingham |
|                           |                              |   |                          |                                 |

| 5 juni 2017 13:30 Verslag | Bangladesh 182 (44.3 overs) | v | Australië 83/1 (16 overs) | No result The Oval, Londen |
| 5 juni 2017 13:30 Verslag |                             |   |                           | No result The Oval, Londen |
|                           |                             |   |                           |                            |

| 6 juni 2017 10:30 Verslag | Engeland 310 (49.3 overs) | v | Nieuw-Zeeland 223 (44.3 overs) | Engeland wint met 87 runs Sophia Gardens, Cardiff |
| 6 juni 2017 10:30 Verslag |                           |   |                                | Engeland wint met 87 runs Sophia Gardens, Cardiff |
|                           |                           |   |                                |                                                   |

| 9 juni 2017 10:30 Verslag | Nieuw-Zeeland 265/8 (50 overs) | v | Bangladesh 268/5 (47.2 overs) | Bangladesh wint met 5 wickets Sophia Gardens, Cardiff |
| 9 juni 2017 10:30 Verslag |                                |   |                               | Bangladesh wint met 5 wickets Sophia Gardens, Cardiff |
|                           |                                |   |                               |                                                       |

| 10 juni 2017 10:30 Verslag | Australië 277/9 (50 overs) | v | Engeland 240/4 (40.2 overs) | Engeland wint met 40 runs (DLS) Edgbaston, Birmingham |
| 10 juni 2017 10:30 Verslag |                            |   |                             | Engeland wint met 40 runs (DLS) Edgbaston, Birmingham |
|                            |                            |   |                             |                                                       |

Groep B
| Team        | Gesp. | W | V | GR | Ptn | NRR    |
| ----------- | ----- | - | - | -- | --- | ------ |
| India       | 3     | 2 | 1 | 0  | 4   | +1.370 |
| Pakistan    | 3     | 2 | 1 | 0  | 4   | -0.680 |
| Zuid-Afrika | 3     | 1 | 2 | 0  | 2   | +0.167 |
| Sri Lanka   | 3     | 1 | 2 | 0  | 2   | -0.798 |

| 3 juni 2017 10:30 Verslag | Zuid-Afrika 299/6 (50 overs) | v | Sri Lanka 203 (41.3 overs) | Zuid-Afrika wint met 96 runs The Oval, Londen |
| 3 juni 2017 10:30 Verslag |                              |   |                            | Zuid-Afrika wint met 96 runs The Oval, Londen |
|                           |                              |   |                            |                                               |

| 4 juni 2017 10:30 Verslag | India 319/3 (48 overs) | v | Pakistan 164 (33.4 overs) | India wint met 124 runs (DLS) Edgbaston, Birmingham |
| 4 juni 2017 10:30 Verslag |                        |   |                           | India wint met 124 runs (DLS) Edgbaston, Birmingham |
|                           |                        |   |                           |                                                     |

| 7 juni 2017 13:30 Verslag | Zuid-Afrika 219/8 (50 overs) | v | Pakistan 119/3 (27 overs) | Pakistan wint met 19 runs (DLS) Edgbaston, Birmingham |
| 7 juni 2017 13:30 Verslag |                              |   |                           | Pakistan wint met 19 runs (DLS) Edgbaston, Birmingham |
|                           |                              |   |                           |                                                       |

| 8 juni 2017 10:30 Verslag | India 321/6 (50 overs) | v | Sri Lanka 322/3 (48.4 overs) | Sri Lanka wint met 7 wickets The Oval, Londen |
| 8 juni 2017 10:30 Verslag |                        |   |                              | Sri Lanka wint met 7 wickets The Oval, Londen |
|                           |                        |   |                              |                                               |

| 11 juni 2017 10:30 Verslag | Zuid-Afrika 191 (44.3 overs) | v | India 193/2 (38 overs) | India wint met 8 wickets The Oval, Londen |
| 11 juni 2017 10:30 Verslag |                              |   |                        | India wint met 8 wickets The Oval, Londen |
|                            |                              |   |                        |                                           |

| 12 juni 2017 10:30 Verslag | Sri Lanka 236 (49.2 overs) | v | Pakistan 237/7 (44.5 overs) | Pakistan wint met 3 wickets Sophia Gardens, Cardiff |
| 12 juni 2017 10:30 Verslag |                            |   |                             | Pakistan wint met 3 wickets Sophia Gardens, Cardiff |
|                            |                            |   |                             |                                                     |

### Halve finale
| 14 juni 2017 10:30 Verslag | Engeland 211 (49.5 overs) | v | Pakistan 215/2 (37.1 overs) | Pakistan wint met 8 wickets Sophia Gardens, Cardiff |
| 14 juni 2017 10:30 Verslag |                           |   |                             | Pakistan wint met 8 wickets Sophia Gardens, Cardiff |
|                            |                           |   |                             |                                                     |

| 15 juni 2017 10:30 Verslag | Bangladesh 264/7 (50 overs) | v | India 265/1 (40.1 overs) | India wint met 9 wickets Edgbaston, Birmingham |
| 15 juni 2017 10:30 Verslag |                             |   |                          | India wint met 9 wickets Edgbaston, Birmingham |
|                            |                             |   |                          |                                                |

### Finale
| 18 juni 2017 10:30 Verslag | Pakistan 338/4 (50 overs) | v | India 158 (30.3 overs) | Pakistan wint met 180 runs The Oval, Londen |
| 18 juni 2017 10:30 Verslag |                           |   |                        | Pakistan wint met 180 runs The Oval, Londen |
|                            |                           |   |                        |                                             |